# Răng trứng

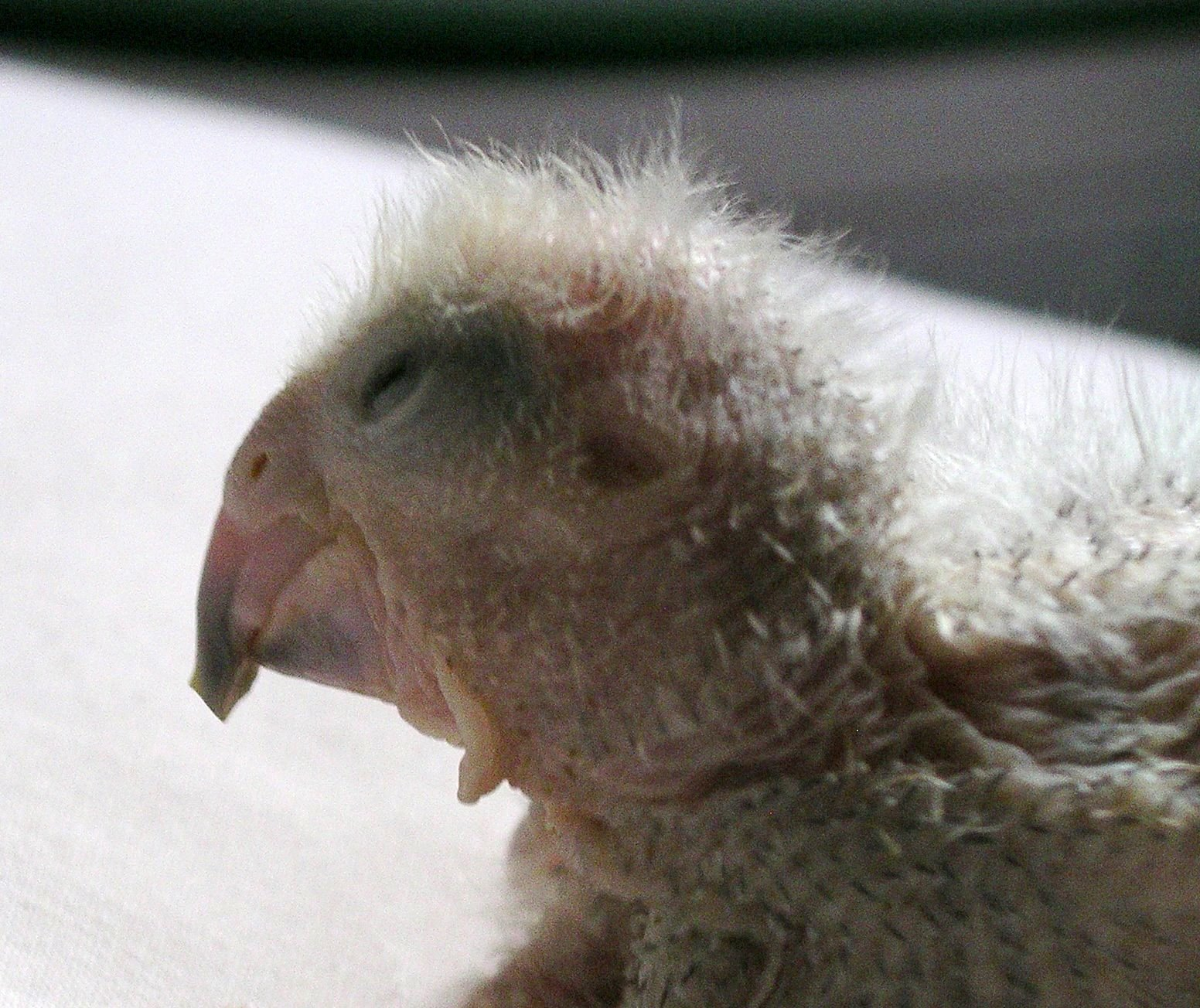
Một con vẹt Senegal vào khoảng 2 tuần sau khi nở. Răng trứng nằm gần chóp mỏ của nó ở phần trên.

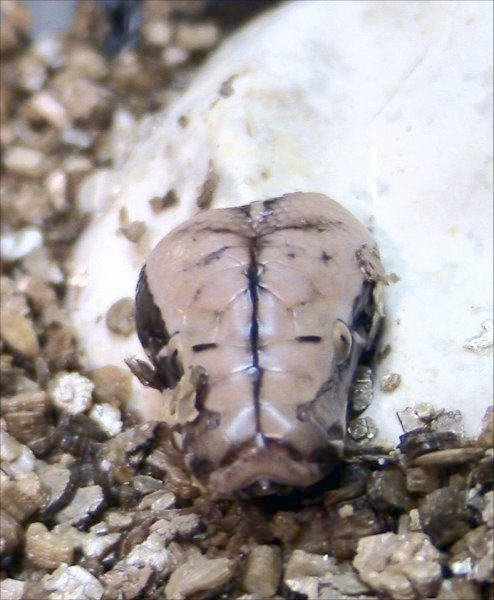
Con trăn đuôi ngắn Borneo (Python breitensteini) nở với răng trứng thấy được

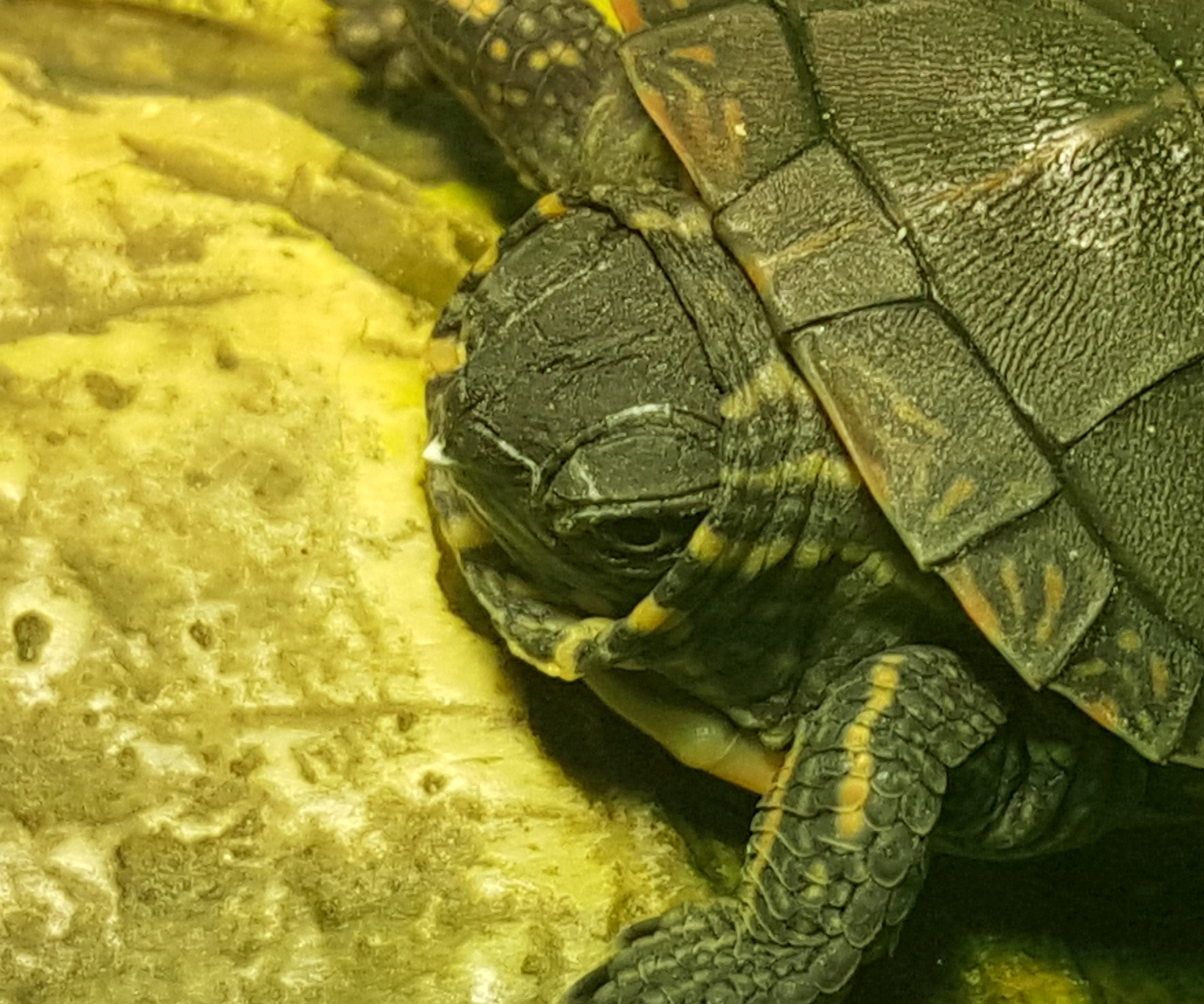
Một con rùa sơn nở với một chiếc răng trứng.

Trong một số động vật đẻ trứng, răng trứng là một u cục trên sọ nhỏ, sắc nét, được con non sử dụng để phá vỡ hoặc đâm rách qua bề mặt của trứng khi trứng nở. Răng trứng có mặt trong hầu hết các loài bò sát và các cấu trúc tương tự tồn tại trong các loài đơn bào, ếch Eleutherodactyl và nhện.
Một số thằn lằn phát triển một chiếc răng thật sự và bị rụng sau khi đục vỏ trứng hoàn tất; các loài bò sát và chim khác thường phát triển sừng biểu bì tương tự được tái hấp thu hoặc rời ra.